# Марія Абрамович
Марія Абрамович (нар. 19 серпня 1987) — колишня хорватська тенісистка.
Найвищу одиночну позицію світового рейтингу — 266 місце досягла 11 червня 2012, парну — 141 місце — 11 червня 2012 року.
Здобула 7 парних титулів туру ITF.

## Фінали ITF
| турніри $100,000 |
| турніри $75,000  |
| турніри $50,000  |
| турніри $25,000  |
| турніри $10,000  |

### Одиночний розряд: 3 (3 поразки)
| Результат | Ранг | Дата              | Турнір                 | Покриття | Суперниця        | Рахунок       |
| --------- | ---- | ----------------- | ---------------------- | -------- | ---------------- | ------------- |
| Поразка   | 1.   | 9 листопада 2003  | ITF Маніла, Філіппіни  | Ґрунт    | Санді Гумуля     | 6–1, 4–6, 1–6 |
| Поразка   | 2.   | 26 листопада 2006 | ITF Пуебла, Мексика    | Тверде   | Івонн Мойсбургер | 4–6, 2–6      |
| Поразка   | 3.   | 23 серпня 2009    | ITF Вінковці, Хорватія | Ґрунт    | Ані Міячика      | 2–6, 3–6      |

### Парний розряд: 20 (7–13)
| Результат | Ранг | Дата              | Турнір                               | Покриття   | Партнерка          | Суперниці                                  | Рахунок               |
| --------- | ---- | ----------------- | ------------------------------------ | ---------- | ------------------ | ------------------------------------------ | --------------------- |
| Поразка   | 1.   | 6 листопада 2004  | ITF Мумбаї, Індія                    | Тверде     | Гана Шромова       | Акгуль Аманмурадова Сай Джаялакшмі Джаярам | 6–4, 4–6, 4–6         |
| Поразка   | 2.   | 28 листопада 2004 | ITF Сан-Луїс-Потосі, Мексика         | Тверде     | Івана Абрамович    | Ганна Коллін Карен Патерсон                | 4–6, 6–2, 2–6         |
| Перемога  | 1.   | 20 листопада 2005 | ITF Пуебла, Мексика                  | Тверде     | Івана Абрамович    | Бетіна Хосамі Вероніка Сп'єхель            | 4–6, 6–4, 7–6(7–4)    |
| Поразка   | 3.   | 9 квітня 2006     | ITF Путіньяно, Італія                | Тверде     | Івана Абрамович    | Анастасія Родіонова Аріна Родіонова        | 6–1, 1–6, 5–7         |
| Поразка   | 4.   | 19 листопада 2006 | ITF Мехіко, Мексика                  | Ґрунт      | Івана Абрамович    | Ларісса Карвальйо Жоана Кортез             | 5–7, 2–6              |
| Поразка   | 5.   | 25 листопада 2006 | ITF Пуебла, Мексика                  | Тверде     | Івана Абрамович    | Марія Фернанда Алвеш Гана Шромова          | 4–6, 3–6              |
| Поразка   | 6.   | 22 липня 2007     | ITF Дніпропетровськ, Україна         | Ґрунт      | Івана Абрамович    | Аміна Рахім Аріна Родіонова                | 5–7, 6–4, 2–6         |
| Поразка   | 7.   | 30 вересня 2007   | ITF Подгориця, Чорногорія            | Ґрунт      | Івана Абрамович    | Даниця Крстаїч Сандра Мартинович           | 1–6, 2–6              |
| Поразка   | 8.   | 28 жовтня 2007    | ITF Мехіко, Мексика                  | Тверде     | Івана Абрамович    | Аранча Рус Нікол Тіссен                    | 0–6, 1–6              |
| Поразка   | 9.   | 6 вересня 2009    | ITF Марибор, Словенія                | Ґрунт      | Катаріна Кахлікова | Ані Міячика Ана Врлич                      | 2–6, 3–6              |
| Поразка   | 10.  | 25 квітня 2010    | ITF Шибеник, Хорватія                | Ґрунт      | Меделіна Гожня     | Александра Каданцу Далія Зафирова          | 2–6, 3–6              |
| Перемога  | 2.   | 6 березня 2011    | ITF Ліон, Франція                    | Тверде (i) | Софія Квацабая     | Мартіна Борецька Петра Крейсова            | 6–4, 3–6, 6–4         |
| Поразка   | 11.  | 13 березня 2011   | ITF Діжон, Франція                   | Тверде (i) | Софія Квацабая     | Мартіна Борецька Петра Крейсова            | 2–6, 4–6              |
| Перемога  | 3.   | 28 травня 2011    | ITF Веленє, Словенія                 | Ґрунт      | Скарлетт Вернер    | Деяна Райкович Далія Зафирова              | 6–4, 6–4              |
| Поразка   | 12.  | 24 липня 2011     | ITF Les Contamines-Montjoie, Франція | Тверде     | Ніколе Клеріко     | Жюлі Куен Ева Грдінова                     | 3–6, 2–6              |
| Перемога  | 4.   | 31 липня 2011     | ITF Бад-Заульгау, Німеччина          | Ґрунт      | Ніколе Клеріко     | Каталіна Кастаньйо Маріана Дуке-Маріньо    | 6–3, 5–7, [10–7]      |
| Перемога  | 5.   | 4 вересня 2011    | ITF Сараєво, Боснія і Герцеговина    | Ґрунт      | Ана Врлич          | Марія Жоао Келер Флоренсія Молінеро        | 5–7, 7–6(7–3), [10–4] |
| Поразка   | 13.  | 16 вересня 2011   | Zagreb Open, Хорватія                | Ґрунт      | Міхаела Бузернеску | Марія Жуан Келер Каталін Мароші            | 0–6, 3–6              |
| Перемога  | 6.   | 9 жовтня 2011     | ITF Канзас-Сіті, США                 | Тверде     | Ева Грдінова       | Джеймі Гемптон Айла Том'янович             | 2–6, 6–2, [10–4]      |
| Перемога  | 7.   | 23 жовтня 2011    | ITF Рок-Гілл, США                    | Тверде     | Роксане Вайзенберг | Медісон Бренгл Габріела Пас                | 3–6, 6–3, [10–5]      |